# Fältkrabbspindel
Fältkrabbspindel (Xysticus cristatus) är en spindelart som först beskrevs av Carl Alexander Clerck 1757.  Fältkrabbspindel ingår i släktet Xysticus och familjen krabbspindlar. Arten är reproducerande i Sverige. Inga underarter finns listade i Catalogue of Life.